# Piotr Dłubak
Piotr Dłubak (ur. 29 kwietnia 1964 w Częstochowie) – polski artysta fotograf. Członek rzeczywisty Okręgu Warszawskiego Związku Polskich Artystów Fotografików. Członek Rady Fundacji Festiwal Sztuki Fotoreportażu. Wiceprezes Zarządu Regionalnego Towarzystwa Zachęty Sztuk Pięknych Konduktorownia.

## Życiorys
Piotr Dłubak jest związany z częstochowskim i warszawskim środowiskiem fotograficznym – mieszka, pracuje, tworzy w Częstochowie (fotograf, plastyk w Teatrze im. Adama Mickiewicza). Fotografuje od 1989 roku. Miejsce szczególne w jego twórczości zajmuje fotografia portretowa oraz fotografia teatralna. Jest autorem wielu plakatów teatralnych – wykonanych na potrzeby częstochowskiego Teatru im. Adama Mickiewicza, Teatru Polskiego w Bielsku-Białej oraz Teatru Syrena w Warszawie. 
Piotr Dłubak jest autorem i współautorem wielu wystaw fotograficznych; indywidualnych oraz zbiorowych – w Polsce i za granicą (m.in. Austria, Bułgaria, Chorwacja, Dania, Niemcy, Słowenia, Stany Zjednoczone, Węgry, Włochy). Jego fotografie były prezentowane na wystawach pokonkursowych, na których otrzymały wiele akceptacji, nagród, wyróżnień, dyplomów, listów gratulacyjnych. Jako prowadzący uczestniczy w licznych prelekcjach, spotkaniach, warsztatach fotograficznych. Uczestniczy w pracach jury w konkursach fotograficznych. 
Jest członkiem rzeczywistym Okręgu Warszawskiego Związku Polskich Artystów Fotografików (legitymacja nr 858). W 2000 został stypendystą Prezydenta Miasta Częstochowy. W 2014 został uhonorowany Nagrodą Prezydenta Miasta Częstochowy (dziedzina kultury). 
Fotografie Piotra Dłubaka znajdują się m.in. w zbiorach Regionalnego Towarzystwa Zachęty Sztuk Pięknych Konduktorownia w Częstochowie.

## Wybrane wystawy indywidualne
- *** – Klub Środowisk Twórczych (Częstochowa 1991)
- Brigida – Towarzystwo Fotograficzne (Częstochowa 1992)
- Szewcy – Teatr im. Adama Mickiewicza (Częstochowa 1993)
- Anita – Towarzystwo Fotograficzne (Częstochowa 1993)
- Kabaret Markiza – Klub Jazz Muffins (Częstochowa 1993)
- Pamięć – Dom Rosenbergów (Częstochowa 1994)
- Nagoya – Galeria Rondo (Łódź 1994)
- Nagoya II – Candidus (Częstochowa 1995)
- Fedora – Galeria Knud Larsen Roskilde (Dania 1996)
- Fedora II – Galeria Knud Larsen Roskilde (Dania 1996)
- Fedora III – Galeria Świat Fotografii (Warszawa 1997)
- Postacie Mickiewiczowskie – Teatr im. Adama Mickiewicza (Częstochowa 2000)
- Portrety laureatów Nagrody Prezydenta Częstochowy w dziedzinie kultury z lat 1991–2000 – Miejska Galeria Sztuki (Częstochowa 2001)
- Fedora IV – Galeria Art New Media (Warszawa 2001)
- Portrety Aktorskie – Teatr im. Adama Mickiewicza (Częstochowa 2002)
- Aura – Miejska Galeria Sztuki (Częstochowa 2003)
- Reportaż z przygotowań premiery Iwony Księżniczki Burgunda – Teatr im. Adama Mickiewicza (Częstochowa 2004)
- Ojcowie i córki – Teatr im. Adama Mickiewicza (Częstochowa 2005)
- 4:31 – Galeria Wejściówka Gazety Wyborczej (Częstochowa 2005)
- Siatkarki – Razzy Dazzy Jazz (Kraków 2006)
- Siatkarki – Galeria Krzysztofa Gierałtowskiego (Warszawa 2006)
- Ocalałe kafle z Synagogi Nowej – Filharmonia (Częstochowa 2007)
- Ojcowizna – Teatr im. Adama Mickiewicza (Częstochowa 2007)
- Dla Agaty – Opera Club (Warszawa 2007)
- The Last Show – Konduktorownia (Częstochowa 2010)
- Nasze – Pordenone (La Roggia – Włochy 2012)

Źródło

## Publikacje (albumy)
- Laureaci Nagród Prezydenta Częstochowy w Dziedzinie Kultury w latach 1991–2000 (2001)
- Aura (2003)
- Ojcowie i Córki – wspólnie z Szymonem Parafiniakiem – malarstwo (2005)
- Ojcowizna (2007)
- Nasze/Ours (2012)

Źródło